# اورور کلمان
اورور کلمان (فرانسوی: Aurore Clément‎؛ زادهٔ ۱۲ اکتبر ۱۹۴۵) بازیگر اهل فرانسه است. از فیلم‌هایی که وی در آنها نقش داشته است می‌توان به پدر عزیز، دردسر هرروزه، بدرود مسکو، پاریس، تگزاس، اینک آخرالزمان، در جنگ، عاشقان و دروغگوها و دوست‌دختر جدید اشاره کرد.